# Cantone di Chazelles-sur-Lyon
Il Cantone di Chazelles-sur-Lyon era una divisione amministrativa dell'arrondissement di Montbrison.
È stato soppresso a seguito della riforma complessiva dei cantoni del 2014, che è entrata in vigore con le elezioni dipartimentali del 2015.
Comprendeva i comuni di:
- Châtelus
- Chazelles-sur-Lyon
- Chevrières
- La Gimond
- Grammond
- Maringes
- Saint-Denis-sur-Coise
- Saint-Médard-en-Forez
- Viricelles
- Virigneux